# 澳洲雄风
澳洲雄风（AussieBum）是一間澳洲男性泳褲的製造商。最近幾年澳洲雄风也增加了他的產品線包含更多的衣服、內褲、休閒服、運動服和家居服，並且已能夠跟卡爾文·克雷恩和杜嘉班納等時尚男性品牌匹敵。
澳洲雄风的所有產品皆在澳洲製造，公司的總部亦設在澳洲悉尼的郊區。